# المنطقة الشرقية (سنغافورة)
المنطقة الشرقية بسنغافورة (بالأردية: مشرقی علاقہ، سنگاپور، بالإنجليزية: East Region, Singapore، (بالصينية: 東區)، بالفرنسية: Région de l'est (Singapour)): هي واحدة من المناطق الخمس في دولة المدينة. هي المنطقة الثانية من حيث الكثافة السكانية بين المناطق الخمس، وهي الأصغر مساحة.